# J. League Pro Striker
J. League Pro Striker (Jリーグプロストライカー) è un gioco di calcio del 1993 per il Sega Mega Drive sviluppato da SEGA. È stato il primo di una lunga serie di videogiochi J. League sviluppati da SEGA dopo aver acquisito la licenza per il franchising per la loro console (ma non era la prima partita di lega J. su un sistema di SEGA, il primo è stato J. League Soccer Champion, uscito nel 1992).